# 新穂高 (兵庫県)
新穂高（しんほたか）は兵庫県神戸市灘区六甲山町にある六甲山系の標高648mの山。

## 概要
新穂高は、北側の生田川最上流部の湾曲したシェール道となっている谷、南側の桜谷出合で生田川から別れた徳川道に沿った支流の谷に囲まれている小さな山である。明確な登山道はないとされるが、徳川道から分岐するバリエーションルートが存在する。山頂付近は木々で覆われており良い眺望は得られない。また、桜谷出合方面からの登山道付近には、三枚岩と呼ばれるロッククライミングの名所がある。
約500m東には「シェール槍」の山頂が、約600m東南東には「穂高湖」があり、この付近には北アルプスの景勝地である槍・穂高連峰にちなんだ命名がなされている地名が多い。

## 登山道
主な登山道は、新神戸駅から生田川沿いのトゥエンティクロス経由の道と、杣谷峠の駐車場から桜谷出合方面の徳川道を下っていく道である。
- 新神戸駅 - (50分)→ 市ケ原 - (90分)→ 桜谷出合 → 徳川道・新穂高分岐 → 新穂高
- 杣谷峠 → 徳川道・新穂高分岐 → 新穂高

※所要時間（標準コースタイム）は参考例。徳川道から新穂高山頂への標準コースタイムは設定されていないが、桜谷出合や穂高湖のどちらからでも30分〜1時間程度で到達可能。